# Ñ

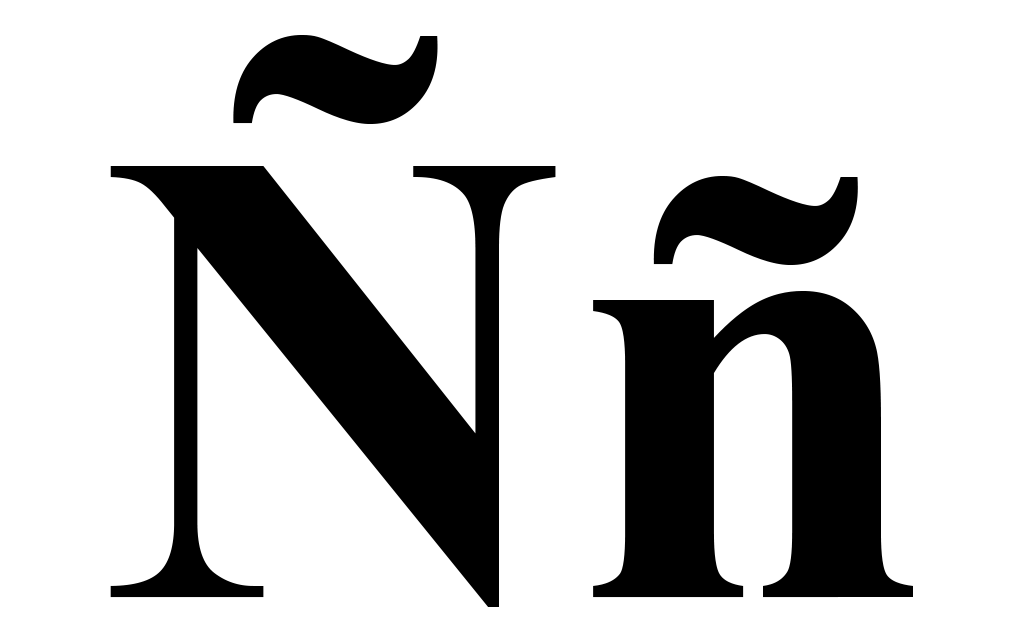
Chữ Ñ

Ñ (hay: ñ) có dấu ngã (᷉) trên đầu chữ N, là một chữ cái Latinh được sử dụng trong tiếng Ê Đê. Ñ có nguồn gốc từ tiếng Tây Ban Nha và nó cũng được sử dụng trong các ngôn ngữ khác.
Chữ Ñ thường mang âm "nhờ" giống cặp chữ NH trong tiếng Bồ Đào Nha và tiếng Việt. Ví dụ như España là "Tây Ban Nha" trong tiếng Tây Ban Nha được viết thành Espanha trong tiếng Bồ Đào Nha. Tương tự, Señorita trong tiếng Tây Ban Nha cũng được viết là Senhorita trong tiếng Bồ Đào Nha.

## Biểu diễn Trên Máy Tính
| Ký Tự                   | Ñ                       | Ñ                       | ñ                       | ñ                       |
| ----------------------- | ----------------------- | ----------------------- | ----------------------- | ----------------------- |
| Tên Unicode             | latin chữ N với dấu ngã | latin chữ N với dấu ngã | latin chữ n với dấu ngã | latin chữ n với dấu ngã |
| Mã Hóa                  | Thập phân               | hex                     | Thập phân               | hex                     |
| Unicode                 | 209                     | U+00D1                  | 241                     | U+00F1                  |
| UTF-8                   | 195 145                 | C3 91                   | 195 177                 | C3 B1                   |
| Số ký tự để tham chiếu  | &#209;                  | &#xD1;                  | &#241;                  | &#xF1;                  |
| Tên ký tự để tham chiếu | &Ntilde;                | &Ntilde;                | &ntilde;                | &ntilde;                |